# عوارض خارج هرمی
عوارض خارج هرمی (به انگلیسی: extrapyramidal side-effects EPSE) یا علاِِِیم خارج هرمی (Extrapyramidal symptoms EPS) اصولاً اختلالات حرکات عضلانی هستند که در دو شکل حاد و تاخیری (tardive) بروز کرده و در اثر مصرف زیاد برخی داروها مانند متوکلوپرامید و داروهای آنتی سایکوتیک دیده می‌شوند. مواردی همانند واکنش‌های دیستونیک ( dystonia) مثل انقباض عضلات گردن، آکاتزی (Akathisia) (ناتوانی در بیحرکت ماندن)، آکینزی (ناتوانی در شروع حرکت)، برادی کینزیا (bradykinesia) (کندی حرکات)، لرزش( tremor)، تاردیو دیسکینزی ( tardive dyskinesia) (حرکات نامنظم و جهشی) و پارکینسونیسم مثل سفتی (rigidity) عضلات از ان جمله‌اند.
عوارض خارج هرمی اغلب نتیجه مصرف داروهای آنتاگونیست دوپامین هستند مانند داروهای آنتی سایکوتیک (فنوتیازین‌ها، بوتیروفنون‌ها ، الانزاپین ، تیوگزانتین ها و... )که موجب نوعی پارکینسونیسم کاذب میشوند.
چون علت اصلی بروز این عوارض مهار دوپامین در عقده های قاعده ای مغز و بروز اثرات کولینرژیک است گاه برای اجتناب از عوارض اکستراپیرامیدال داروهای آنتی سایکوتیک همراه با آنها داروهای آنتی کولینرژیک مانند تری هگزیفنیدیل و بی‌پریدن تجویز میشود. آگونیستهای دوپامین مانند پرامی پکسول نیز موثرند.